# Grbavac (żupania dubrownicko-neretwiańska)
Grbavac – wieś w Chorwacji, w żupanii dubrownicko-neretwiańskiej, w gminie Župa dubrovačka. W 2011 roku liczyła 100 mieszkańców.